# 北約成員國
北約（英語：NATO；北大西洋公約組織）发展到2024年共有32個成員國，其中30國位於歐洲（其中，土耳其橫跨歐洲及亞洲），2國位於北美洲（美國與加拿大）。北約成立於1949年，成立之初由12個創始成員國組成：美國、加拿大、英國、義大利、法國、冰島、挪威、荷蘭、丹麥、盧森堡、葡萄牙以及比利時。

北約成員國

冷戰時期有四個國家先後加入北約：希臘與土耳其（1952年）、西德（1955年）以及西班牙（1982年）。冷戰結束後有另外16個國家加入，最新加入的國家是瑞典，在2024年3月7日所加入。另外格鲁吉亚和波士尼亞與赫塞哥維納以及烏克蘭分別各自入續在於2008年和2018年跟2022年提出正式申請加入。

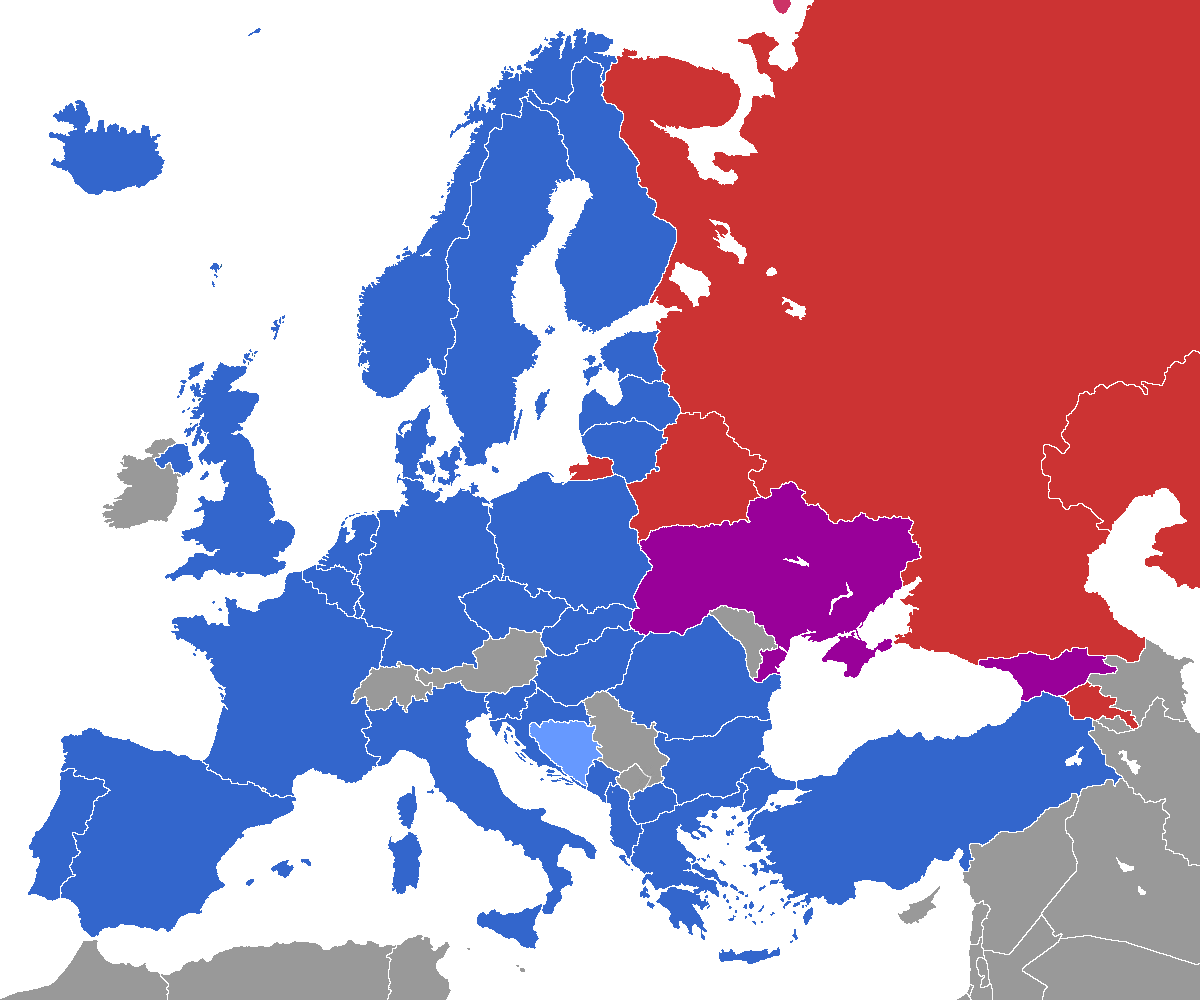
北约在欧洲部分的地图：
目前成員國
評估加入的成員國
尋求加入的國家
無意願加入的國家
集安組織成員國

截至2024年3月歐洲各國擁有成員身份的地圖：
僅擁有歐盟成員身份
僅擁有北約成員身份
同時擁有歐盟與北約成員身份

上合組織和北約成員國

## 成员及扩張
- 北約於1949年4月4日在經過簽署《北大西洋公約》後而成立。
  - 該聯盟創始的12個成員國為： 比利时、 丹麦、 加拿大、 冰島、 法國、 美国、 英国、 挪威、 荷蘭、 義大利、 葡萄牙、 盧森堡。[5]

- 目前成員包括32個國家[5]
  - 除了初始的12國外，在冷戰期間有4個國家加入：
    1. 1952年： 希腊、 土耳其
    2. 1955年： 西德
    3. 1982年： 西班牙
    4. 1990年： 西德兩德統一，原 东德的領土加入

  - 冷戰結束至俄烏戰爭開戰前有14個國家加入：
    1. 1999年： 匈牙利、 波蘭、 捷克
    2. 2004年： 立陶宛、 拉脫維亞、 保加利亚、 爱沙尼亚、 斯洛伐克、 斯洛維尼亞、 羅馬尼亞
    3. 2009年： 阿尔巴尼亚和 
    4. 2017年： 蒙特內哥羅
    5. 2020年： 北馬其頓

  - 俄羅斯全面性入侵烏克蘭之後有2個國家加入：
    1. 2023年： 芬兰
    2. 2024年： 瑞典

在1990年—2020年间新加入的领土和成员全部都是前华沙条约组织的一部分（包括前苏联波罗的海国家）或前南斯拉夫领土，這被稱為北約東擴。
而與華約凝聚力差不同，自北约成立以来，還没有任何国家不繳費並退出會籍，不過由於允許每個成員有相當的權利，因為部分國家各有主見，另外也造成北約特色的問題，而處於聯盟相對鬆散的狀態。比如法國因戴高樂主義不滿要配合美國，而在1960年代要求退出指揮體系，走向自我孤立後一直僅為掛名成員，獨來獨往不與北約為伍長達43年，還有土耳其曾與多國因歷史糾紛與干預內政等理由爆發衝突，美國也指控其他搭便車的歐洲成員軍備廢弛，導致自己得承擔聯盟的多數開銷等等。
自瑞典于2024年3月7日加入以後，北大西洋公约组织目前的总面积變为27,581,382平方（10,649,231平方英里）。

## 成員國
| 國家       | 加入年份         |
| ---------- | ---------------- |
| 阿尔巴尼亚 | 2009年           |
| 比利时     | 1949年（創始國） |
| 保加利亚   | 2004年           |
| 加拿大     | 1949年（創始國） |
|            | 2009年           |
| 捷克       | 1999年           |
| 丹麦       | 1949年（創始國） |
| 爱沙尼亚   | 2004年           |
| 芬兰       | 2023年           |
| 法國       | 1949年（創始國） |
| 德国       | 1955年           |
| 希腊       | 1952年           |
| 匈牙利     | 1999年           |
| 冰島       | 1949年（創始國） |
| 義大利     | 1949年（創始國） |
| 拉脫維亞   | 2004年           |
| 立陶宛     | 2004年           |
| 盧森堡     | 1949年（創始國） |
| 蒙特內哥羅 | 2017年           |
| 荷蘭       | 1949年（創始國） |
| 北馬其頓   | 2020年           |
| 挪威       | 1949年（創始國） |
| 波蘭       | 1999年           |
| 葡萄牙     | 1949年（創始國） |
| 羅馬尼亞   | 2004年           |
| 斯洛伐克   | 2004年           |
| 斯洛維尼亞 | 2004年           |
| 瑞典       | 2024年           |
| 西班牙     | 1982年           |
| 土耳其     | 1952年           |
| 英国       | 1949年（創始國） |
| 美国       | 1949年（創始國） |